# Napa (band)
Napa, tidigare kända som Men On The Couch, är en portugisisk musikgrupp som bildades på Madeira 2013. Gruppen består av musikerna Francisco Sousa, João Guilherme Gomes, João Rodrigues, Diogo Góis och João Lourenço Gomes. De representerade Portugal i Eurovision Song Contest 2025 med låten "Deslocado" som slutade på 21:a plats i finalen.